# Joseph Areruya
Joseph Areruya (1 de gener de 1996) és un ciclista ruandès, professional des del 2017 i fins al 2024. En el seu palmarès destaca la victòria a l'UCI Àfrica Tour de 2018.

## Palmarès
- 2015
  -  Campió de Ruanda sub-23 en ruta
- 2016
  - 1r al Circuit de Constantina
  - Vencedor d'una etapa al Tour de Ruanda
- 2017
  - Vencedor d'una etapa del Giro Ciclistico d'Itàlia
  - 1r al Tour de Ruanda i vencedor de 2 etapes
- 2018
  - 1r a l'UCI Àfrica Tour
  - Campió d'Àfrica sub-23 en ruta
  - Campió d'Àfrica sub-23 en contrarellotge
  -  Campió de Ruanda en contrarellotge
  - 1r a la Tropicale Amissa Bongo i vencedor de 2 etapes
- 2019
  -  Campió de Ruanda en contrarellotge
- 2022
  - Vencedor d'una etapa al Tour de Martinica